# Белугина, Олеся Владимировна
Олеся Владимировна Белугина (род. 2 января 1984, Сердобск, Пензенская область, СССР) — заслуженный мастер спорта по художественной гимнастике, чемпионка XXVII летних Олимпийских игр в Афинах. Выступает за спортивное общество «Динамо» (Пенза).

## Биография
Родилась 2 января 1984 года в городе Сердобске, Пензенской области. Воспитанница Пензенской областной специализированной детско-юношеской школы Олимпийского резерва по гимнастике. Первым тренером была О. А. Стебнева (заслуженный тренер России).
В 1998 году Олеся включена в сборную России, а первые серьёзные награды Олеся получила в 1999 году на чемпионате России по художественной гимнастике: бронзовые медали в упражнении с булавами и в групповых упражнениях.
В 2001, 2003, 2006 годах становилась чемпионкой Европы в групповых упражнениях, а в 2002, 2003, 2005 чемпионкой мира.
В 2006 году окончила факультет физической культуры Пензенского государственного педагогического университета имени В. Г. Белинского (ныне институт физической культуры Пензенского государственного университета).

## Личная жизнь
Сестра Наталья (род. 1991) также спортсменка, впоследствии тренер.